# Mnioes attenboroughi
Mnioes attenboroughi es una especie de avispas de la familia Ichneumonidae. 

## Taxonomía
M. attenboroughi fue descrita por primera vez por la entómologa peruana Mabel Alvarado y publicada en la revista Zootaxa 4743(2): 181–199 el 25 de septiembre de 2020. El holotipo fue recolectado por Daniel Couceiro en 2017 en el Refugio Albergue Amazonas dentro de la zona de amortiguamiento de la Reserva nacional de Tambopata en la región de Madre de Dios en Perú.